# Scotorepens greyii
Scotorepens greyii — вид ссавців родини лиликових. 

## Проживання, поведінка
Країни поширення: Австралія. Поширений в північній, центральній і східній частинах країни. Цей вид харчується близько до водойм в посушливих рідколіссях і рівнинах. Лаштує сідала колоніями від кількох до близько 20 тварин в дуплах дерев, покинутих будівлях, та інших наявних структурах. 

## Загрози та охорона
Здається, немає серйозних загроз для цього виду. Цей вид був записаний з багатьох охоронних територій.